# Лекулмаха
Лекулмаха (груз. ლეკულმახა) — село в Грузии, на территории Местийского муниципалитета края (мхаре) Самегрело-Верхняя Сванетия.

## География
Село находится в северо-западной части Грузии, на левом берегу реки Ненскры (правый приток Ингури), на расстоянии приблизительно 42 километров (по прямой) к западу от посёлка городского типа Местиа, административного центра муниципалитета. Абсолютная высота — 798 метров над уровнем моря.

## Население
По результатам официальной переписи населения 2014 года в Лекулмахе проживало 35 человек (17 мужчин и 18 женщины). В национальной структуре населения грузины составляли 100 %.
| Год  | Население, человек |
| ---- | ------------------ |
| 2002 | 49                 |
| 2014 | ↘ 35               |